# Gmina Karbunarë
Gmina Karbunarë  (alb. Komuna Karbunarë) – gmina położona w środkowo-zachodniej części Albanii. Administracyjnie należy do okręgu Lushnja w obwodzie Fier. W 2011 roku populacja gminy wynosiła 4193 osoby w tym 2041 kobiety oraz 2152 mężczyzn, z czego Albańczycy stanowili 89,27%  mieszkańców. 
W skład gminy wchodzi dziesięć miejscowości: Balaj, Bickë, Karbunarë e Sipërme, Kasharaj, Kashtëbardhë, Mollas, Murriz-Peqin, Skilaj, Stan Karbunarë, Zgjanë.